# W. W. Thayer
William Wallace Thayer (15 de Julho de 1827 - 15 de Outubro de 1899), foi um político Democrata americano atuante nos estados americanos de Idaho e Oregon. Mais notavelmente, atuou como o 6º Governador do Oregon de 1878 a 1882 e Chefe de Justiça da Suprema Corte do Oregon de 1888 a 1889.

## Passado
Thayer nasceu numa fazenda perto de Lima, Nova York, no dia 15 de Julho de 1827. Recebeu um ensino público antes de estudar direito na faculdade. Foi aceito na Ordem do Estado de Nova York em 1851. Então exerceu com seu irmão em Buffalo e mais tarde em Tonawanda. Uma explosão de mineração no Território de Idaho chamou a atenção de Thayer em 1860, levando-o a se mudar para o oeste. Chegou em Corvallis, Oregon, em 1861, onde se juntou a seu irmão e Ex-representante Americano Andrew J. Thayer, em seu escritório de advocacia. Em 1863, finalmente mudou-se para Idaho, onde criou seu próprio escritório de advocacia em Lewiston.

## Carreira política em Idaho
Em 1866, três anos depois de mudar-se para Lewiston, Thayer foi eleito procurador-geral para o Terceiro Distrito Judicial do Território de Idaho. De 1866 até 1867, mudou-se para Boise para atuar em uma sessão da Câmara dos Representantes do Território de Idaho. Mudou-se para Portland, Oregon, pouco depois de deixar a legislatura.

## Início da carreira política em Oregon
Ao retornar à Oregon, Thayer criou um escritório de advocacia de sucesso na cidade de East Portland. Neste momento, tornou-se um membro ativo do Partido Democrata. Durante a disputa da Eleição Presidencial de Hayes-Tilden de 1876, Thayer foi um membro do departamento jurídico que impugnou a certificação de J. W. Watts, um eleitor Republicano de Rutherford B. Hayes. Embora bem sucedido, esta impugnação não ajudou Samuel J. Tilden a vencer no Colégio Eleitoral.
Ainda agradecido por sua ajuda no Caso Watts, o Partido Democrático do Estado do Oregon nomeou Thayer como governador em 1878. Thayer venceria por pouco o Republicano Cornelius C. Beekman, por uma margem de 59 votos.

## Governo
O mandato de Thayer é lembrado como uma administração fiscalmente contrária à corrupção, que procurava tornar a burocracia estatal mais eficiente. O Conselho Estadual de Equalização, reformas de direito estadual e o estabelecimento de um hospital psiquiátrico estadual foram iniciados sob sua liderança. Ele eliminaria completamente a dívida do estado durante seu mandato.
O Governador Thayer sempre falou sobre as finanças do estado. O processo altamente criticado por Thayer foi pelo qual a Assembleia Legislativa do Estado baseou suas dotações orçamentárias. Pediu que as projeções de receitas sejam baseadas em receitas reais, não o que foi previsto como a legislatura havia feito no passado. Também recusou-se a financiar a conclusão do Capitólio estadual do Oregon, afirmando que o prédio era muito caro e luxuoso para Oregon.
Seu duradouro legado estava reformando a Suprema Corte do Oregon em sua atual personificação por estatuto. Anteriormente, juízes do Círculo judicial serviram como juízes da Suprema Corte. Após a mudança de estatuto, os cargos da Suprema Corte foram feitos em um cargo separado e eleito diretamente.

## Chefe de Justiça da Suprema Corte do Oregon
Thayer recusou-se a concorrer a um segundo mandato na eleição para governador de 1882. Em vez disso, concorreu com sucesso uma campanha para juiz da Suprema Corte em 1884, ganhando um mandato de seis anos como juiz. O juiz Thayer permaneceu no tribunal até 1890, os últimos dois anos desse mandato servindo como Chefe de Justiça.
Thayer morreu em Portland no dia 15 de Outubro de 1899, com um sepultamento no Cemitério Lone Fir.